# Epyaxa rosearia
Epyaxa rosearia (tên tiếng Anh: Native Looper) là một loài bướm đêm thuộc họ Geometridae. Nó là loài bản địa của New Zealand.
Not much is known about the species, but the larvae seem to feed on the leaves của Trifolium caucasicum.

## Hình ảnh

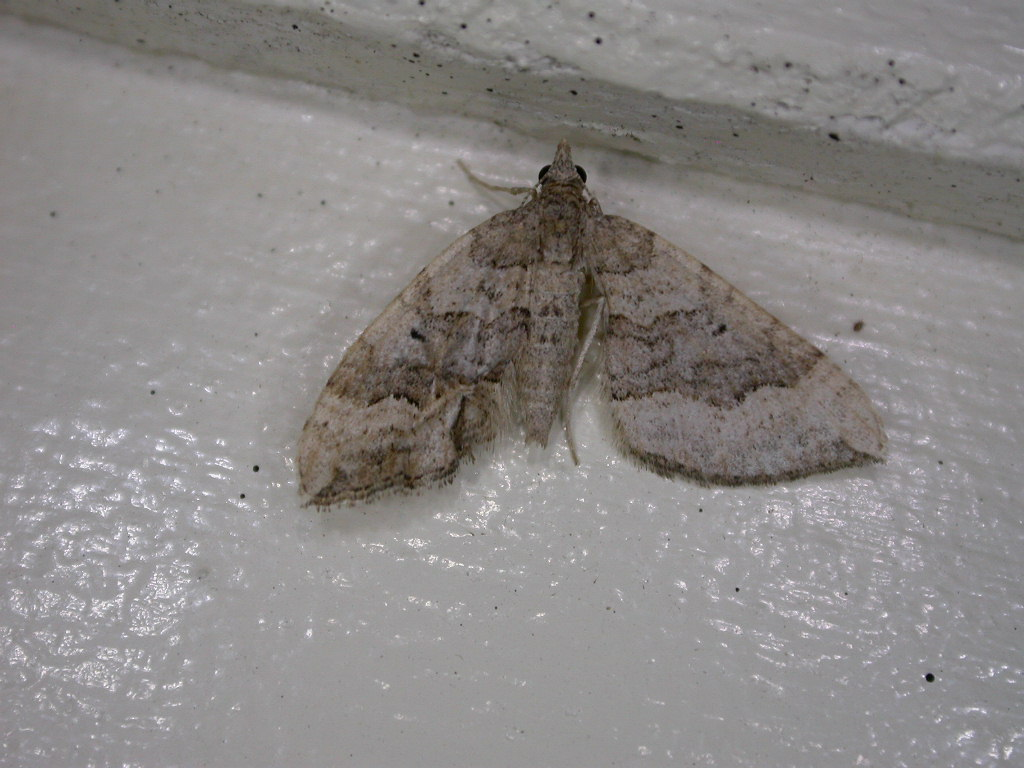
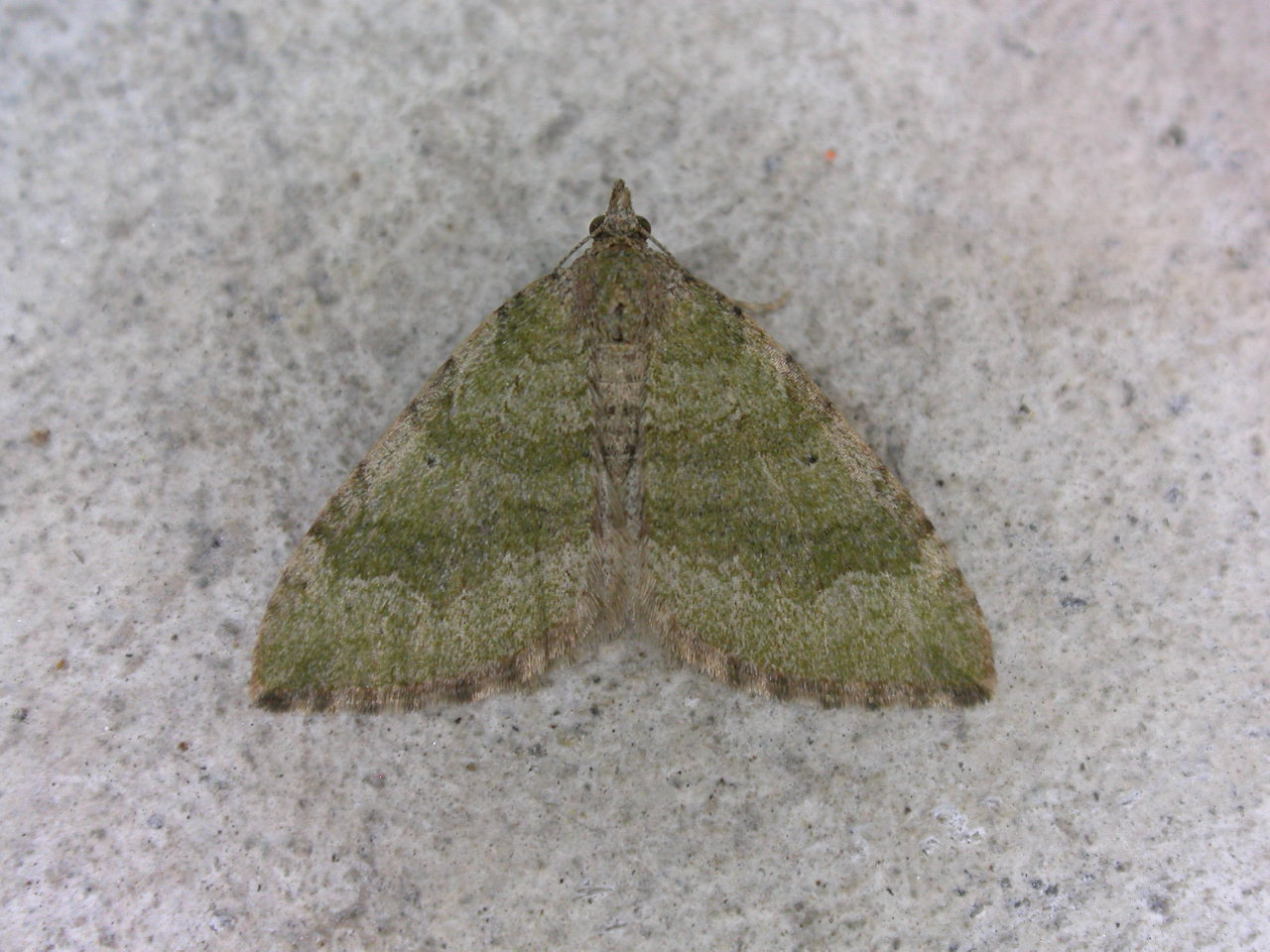
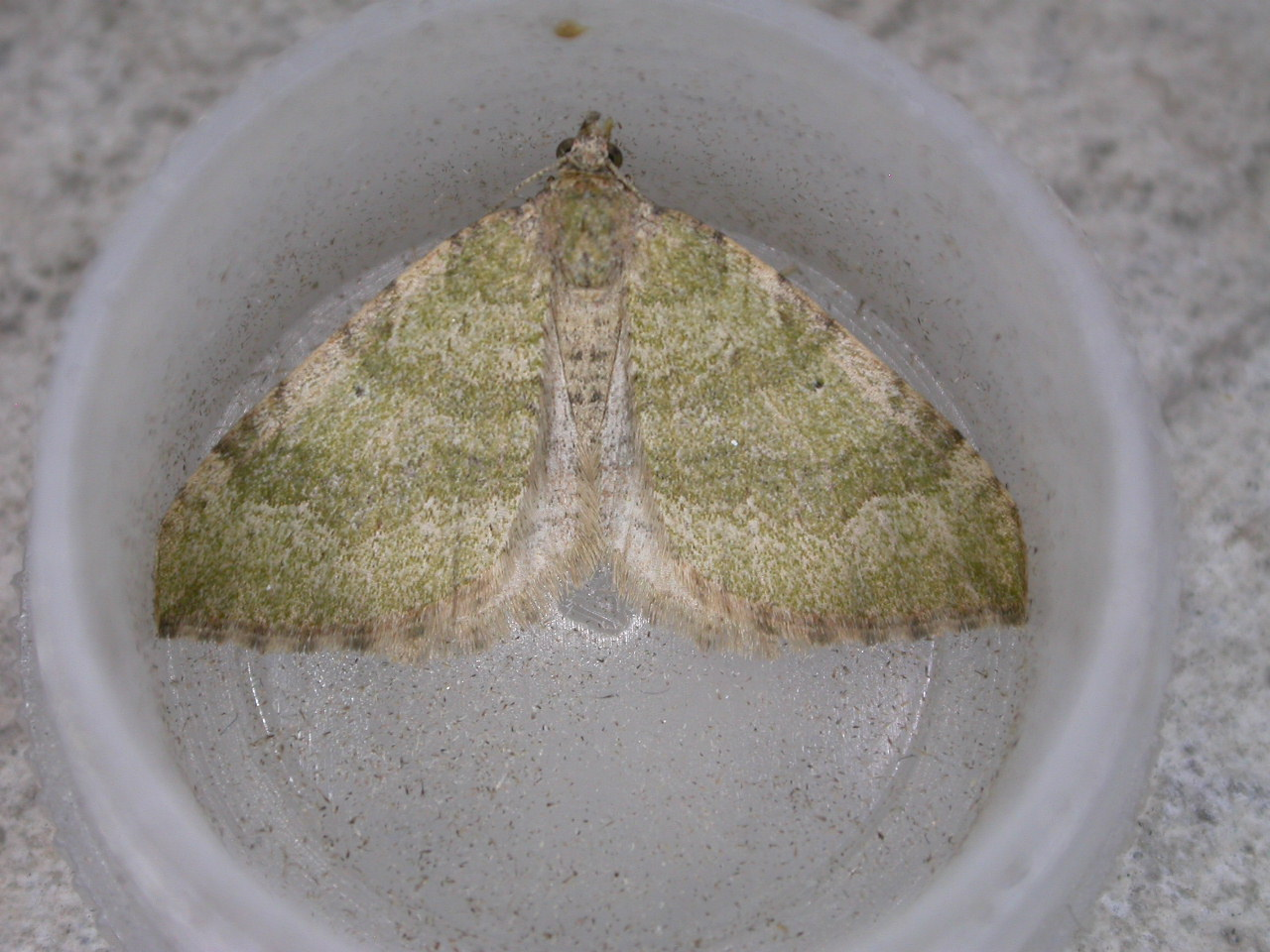
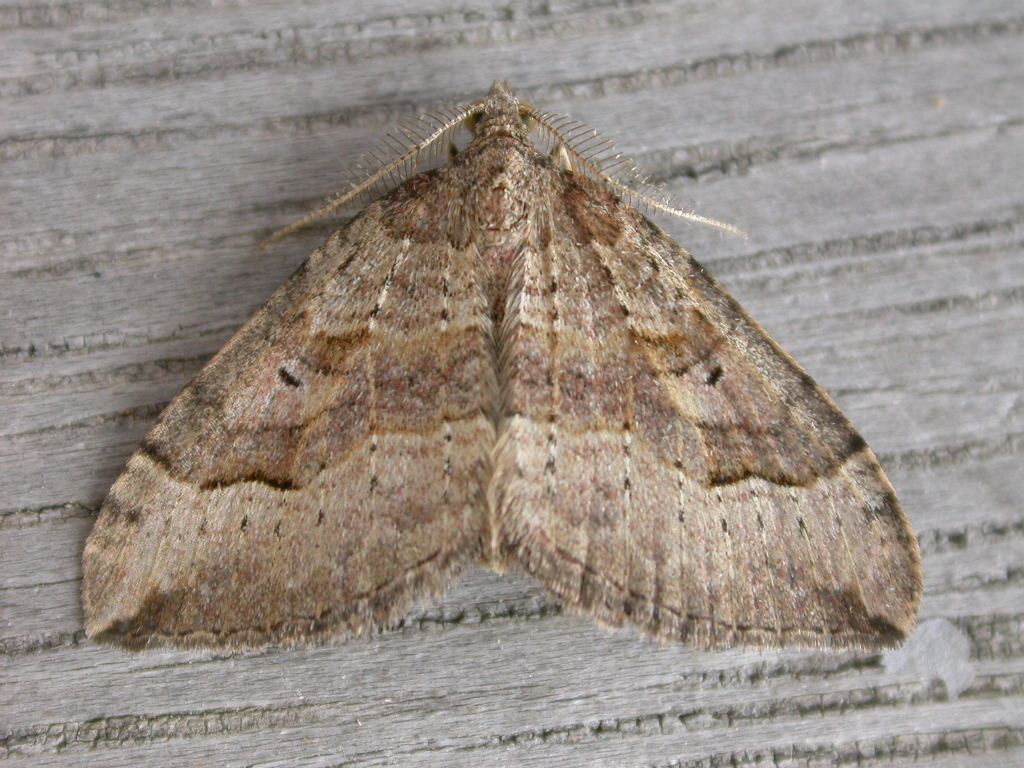